# Інженерія автомобільних доріг
Інженерія автомобільних доріг — інженерна дисципліна, яка відгалужується від цивільного будівництва, та охоплює планування, проєктування, будівництво, використання й обслуговування  доріг, мостів і тунелів для впровадження безпечного й ефективного перевезення людей та вантажів. 

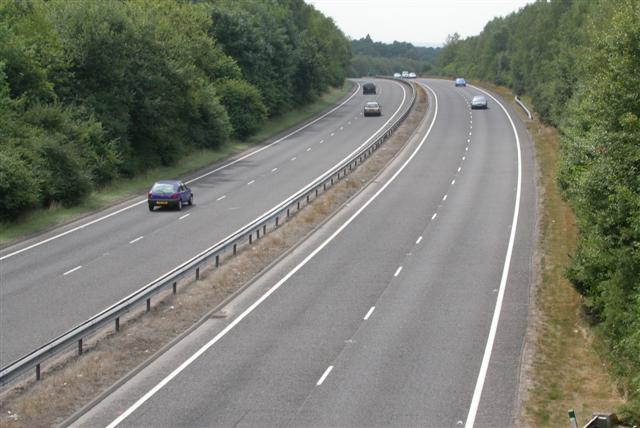
Автомобільний шлях

Дорожнє будівництво стало визначним у другій половині 20 століття після Другої світової війни. Стандарти будівництва доріг, постійно удосконалюються. Інженери автомобільних доріг, повинні враховувати майбутні транспортні потоки, проєктування перехресть / розв'язок шляхів, геометричне вирівнювання та дизайн, матеріали та будову дорожнього покриття, структурне проєктування товщини дорожнього покриття та його технічне обслуговування.

## Планування та розвиток
Планування автомобільних шляхів, передбачає оцінку поточних і майбутніх обсягів руху дорожньою мережею. Планування автомобільних доріг також, є основною потребою для розвитку шляхів. Інженери автомобільних доріг прагнуть передбачити та дослідити всі можливі цивільні наслідки систем автомобільного сполучення. Деякі міркування — це несприятливий вплив на довкілля, наприклад, шумове забруднення, забруднення повітря, забруднення води та інші екологічні наслідки.

### Фінансування
Розвинені країни постійно стикаються з високими витратами на технічне обслуговування застарілих транспортних шляхів. Зростання галузі автомобільних транспортних засобів та супутнє економічне зростання, породжують попит на безпечніші, більш ефективні, менш перевантажені автомобільні дороги. В минулому, розвиток торгівлі, освітніх установ, житла та оборони значною мірою, були пов'язані з урядовими бюджетами, що робило фінансування суспільних автомобільних доріг, проблематичним.
Багатоцільові характеристики шляхів, економічне середовище та досягнення технології ціноутворення на дорогах, постійно змінюються. Тому підходи до фінансування, керування та технічного обслуговування автомобільних доріг, удосконалюються.

### Оцінка впливу на довкілля
Економічне зростання громади залежить від розвитку автомобільних доріг через підвищення мобільності. Однак неправильно сплановані, спроєктовані, споруджені та погано обслуговувані автомагістралі, можуть порушити соціальні та економічні показники громади. Спільні несприятливі наслідки, які впливають на розвиток автомобільних доріг, охоплюють: пошкодження середовища проживання та біорізноманіття, створення забруднення повітря та води, вироблення шуму та двигтіння, порушення природного ландшафту і руйнування соціальної і культурної структури громади. Інфраструктура автомобільних доріг повинна бути побудована та підтримуватися згідно високих стандартів якості.
Існує три ключові кроки для впровадження екологічних питань у планування, проєктування, будівництво та обслуговування автомобільних шляхів. Цей процес відомий як Оцінка впливу на навколишнє середовище, або ОВНС, оскільки вона систематично стосується таких складових:
- Виявлення повного переліку можливих впливів на природне та соціально-економічне становище,
- Оцінка та кількісне дослідження цих впливів,
- Розроблення заходів щодо уникнення, пом'якшення та відшкодування очікуваних наслідків.[3]

### Безпека на шосе
Системи автомобільних доріг приносять найвищу ціну стосовно людських ушкоджень і смертей, оскільки майже 50 мільйонів людей травмуються в ДТП щороку, не враховуючи загиблих — 1,2 мільйона людей. Нівечення під час дорожнього руху, є єдиною провідною причиною ненавмисної смерті, протягом перших п'яти десятиліть життя людини.
Керування безпекою — це систематичний процес, який покликаний зменшити виникнення та тяжкість дорожньо-транспортних пригод. Взаємодія людина / машина з системами дорожнього руху, нестабільна і становить виклик для керування безпекою автомобільних доріг. Ключовим чинником підвищення безпеки дорожніх систем, є їхнє належне розроблення, побудова та підтримання, щоби вони були набагато більш терпимими (вибачали все) до середнього рівня взаємодії людини та машини, з автомобільними шляхами. Технологічний поступ у галузі машинобудування, покращив способи проєктування, будівництва та обслуговування, які використовувались роками. Ці досягнення дозволили отримати новіші впровадження щодо безпеки на шосе.